# Ndé
Ndé is een departement in Kameroen, gelegen in de regio Ouest. De hoofdstad van het departement heet Bangangté. De totale oppervlakte bedraagt 1 524 km². Er wonen 123 661 mensen in Ndé.

## Districten
Ndé is onderverdeeld in vijf districten:
- Bangangté
- Balengou
- Bassamba
- Bazou
- Tonga